# هوانکان آپاچتا
هوانکان آپاچتا (به اسپانیایی: Huancane Apacheta) یک کوه در پرو است که در پرو واقع شده‌است. هوانکان آپاچتا ۵٬۲۰۰ متر بالاتر از سطح دریا واقع شده‌است.